# Cenarbe
Cenarbe fue un pueblo agrícola y ganadero, estando hoy en día abandonado. La localidad pertenece al municipio español de Villanúa (Huesca, Aragón). Se encontraba a 1200 metros de altura. El nombre del pueblo podría derivar del vasco antiguo Azenari-be, suelo de zorros, el sufijo -be (suelo, parte baja) haría referencia a la situación del pueblo en un pequeño llano a los pies del Monte Vacún de 2.114 metros de altura.

## Historia

### Edad Media
La primera mención que se tiene de la población es del 989 en el Cartulario de San Juan de la Peña, aunque la segunda que se tiene de la misma, en el 1071, habla de su entrega por el obispo Sancho junto con otras 36 iglesias a San Juan

### Edad Contemporánea
Históricamente constituyó municipio independiente hasta que, en 1849, pasó a formar parte (al igual que Aruej) del Ayuntamiento de Villanúa, en un proceso de racionalización administrativa que englobó a pequeños pueblos en otros más grandes.
Según el Diccionario de Madoz acogía en 1858 a 182 habitantes y aparte de la iglesia de San Pedro del siglo XII contaba también con una casa-torreón y como anécdota destacaba la presencia de osos. A sus habitantes se les apodaba manzañones.
En noviembre de 1955 Patrimonio Forestal inició apoyándose en un Decreto de 1927 relacionado con la construcción del embalse de Yesa, los trámites para compra voluntaria o posterior expropiación de los terrenos de Cenarbe y el Valle de la Garcipollera. Todo ello para llevar a cabo una repoblación forestal forzosa con pino laricio que frenara la erosión de estos valles y la posible colmatación del vaso del citado embalse y que provocó el éxodo de 400 personas de la zona afectada. El proceso de venta/ ocupación/ expropiación culminó con el decreto 2899/1966 de fecha 10 de noviembre de 1966 y publicado en el BOE de 21 de noviembre de 1966 que declaraba la extinción de la entidad local de Cenarbe perteneciente al municipio de Villanúa, certificando su desaparición oficial.
Patrimonio forestal crea en esta zona, un Coto Nacional de caza en el que introduce el ciervo y que, en 1995, la Diputación General de Aragón convirtió en Reserva de Caza.
Actualmente sólo quedan en pie los restos en ruinas de la iglesia románica dedicada a San Pedro, pues el resto de las casas se dinamitaron para evitar problemas con el ganado suelto que tiene forestales en el centro experimental de Bescós de la Garcipollera y cualquier posible reivindicación posterior de los vecinos respecto a sus propiedades.
El 19 de diciembre de 2012 se informaba en el grupo público de Facebook de "Cenarbe" de la inclusión de su iglesia dentro de la Lista Roja de Patrimonio de la Asociación Hispania Nostra.

## Casas de Cenarbe
Alta (Chametrán), Esteban (Esteben), Manuel, Ladomega(León), Sastre, Marcos, Mariabá, Mingué, Zaborras, Teixidor, Feli (Feliz), Pepa (Margarita), Escolano, Sánchez, Pedro Jusepe, Piquero, Antonino el Cura (el Cura), Chanferrer, Concepción y Zenón.